# 샌디에이고 걸스
| 샌디에이고 걸스 |                                                               |
| 콘퍼런스        | 서부 콘퍼런스                                                 |
| 디비전          | 퍼시픽 디비전                                                 |
| 설립연도        | 2000년                                                        |
| 해체연도        |                                                               |
| 역사            | 노퍽 애드미럴스 (2000년~2015년) 샌디에이고 걸스 (2015년~현재) |
| 경기장          | 밸리뷰 카지노 센터                                            |
| 연고지          | 캘리포니아주 샌디에이고                                       |
| 상징색          | 검정, 오렌지, 파랑, 하양                                      |
| 구단주          | 헨리 사무엘아이 수잔 사무엘아이                               |
| 단장            | 밥 퍼거슨                                                     |
| 감독            | 댈러스 에이킨즈                                               |
| NHL 제휴        | 애너하임 덕스                                                 |
| ECHL 제휴       | 유타 그리즐리스                                               |
| 정규시즌 우승   | 1 (2012)                                                      |
| 콘퍼런스 우승   | 1 (2012)                                                      |
| 디비전 우승     | 3 (2002, 2003, 2012)                                          |
| 칼더 컵         | 1 (2012)                                                      |
| 영구 결번       | -                                                             |

샌디에이고 걸스(San Diego Gulls)는 미국 캘리포니아주 샌디에이고를 연고지로 하는 AHL의 서부 콘퍼런스 퍼시픽 디비전 소속 아이스 하키팀이다.

## 역대 홈경기장
| 샌디에이고 걸스    |             |          |                         |      |
| 경기장             | 사용기간    | 수용인원 | 장소                    | 비고 |
| 밸리뷰 카지노 센터 | 2015년~현재 | 12,920명 | 캘리포니아주 샌디에이고 | 빈칸 |